# 七公四
武仙座χ，又名BD+42 2648，HD 142373、SAO 45772、HR 5914，是武仙座的一颗恒星，视星等为4.62，位于銀經67.68，銀緯50.33，其B1900.0坐标为赤經15h 49m 13s，赤緯+42° 50.33′ 53″。